# さっぽろオータムフェスト

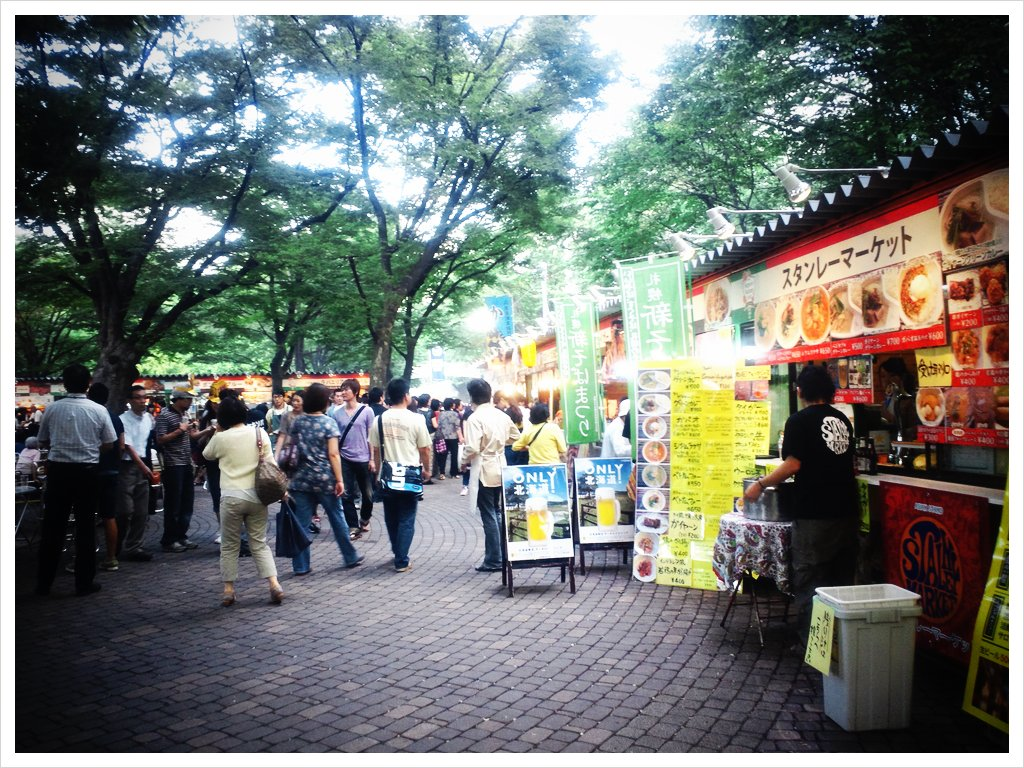
さっぽろオータムフェスト

さっぽろオータムフェスト（Sapporo Autumn Fest）は、2008年（平成20年）から札幌市で行われている北海道の食のイベント。北海道各地の食材や食文化の見本市の意味合いも持つ。

## 概要
毎年9月上旬 - 10月上旬、「さっぽろ雪まつり」や「さっぽろ大通ビアガーデン」と同じ大通公園（北海道札幌市中央区大通）の5 - 8丁目で開催され、札幌市内のグルメを含む各種北海道の道産品およびご当地グルメ、ラーメンを味わうことができるイベントとなっている。
過去最多（2020年時点）を記録した2016年（平成28年）の来場者数は2,372,000人。
イベントは道内市町村や民間事業者と連携し、秋の「豊穣祭」として、さっぽろ夏まつり（7月中旬 - 8月旧盆明け）とさっぽろホワイトイルミネーション（大通公園11月22日 - 翌年1月4日）の間、大通公園で祭りが開催されない秋の空白期間を埋める形で開催される。
2007年（平成19年）度中から「秋ににぎわいのあるイベントを開催したい」とする札幌市担当者と地元有識者・市民・学生との間で懇談会を実施し、2008年（平成20年）度の開催に至った。地域特産物・料理のPR、および北海道全体・地域間の活性化を目指すイベントとして位置付けられている。

前身イベントは1994年から2006年まで道内各地の郷土食のPRを目的として5 - 8丁目で開催されていた「札幌大通ふるさと市場 リンケージアップ・フェスティバル」。これは後述の「8丁目 大通ほっかいどう市場」に引き継がれている。
当初は大通公園の5 - 8丁目のみで開催されていたが、現在では大通公園1丁目、4 - 8丁目、10丁目、11丁目を使用し、夏の「さっぽろ大通ビアガーデン」と同程度の大規模なイベントとなっている。
開催年によって多少の変更はあるが、札幌市中心部のメインストリートである駅前通と接する4丁目会場は総合的なアピールポイントを凝縮した「ウエルカムパーク」、5丁目会場は北海道各地のラーメンを食べ比べできる「HOKKAIDOラーメン祭り」、7丁目会場は道産ワインやそれに合う食べ物を提供する「７丁目BAR」、8丁目会場は、道内各地の市町村が会期中4期に分かれて入れ替わりに出展し、現地価格で名産品を食べ比べできる「大通ほっかいどう市場」など、一区画（丁目）ごとに特色を変え、趣向を凝らした構成となっている。
また近年は、創成川公園などにもサテライト会場を広げて開催されている。
後述の開催履歴一覧の通り、当初は9月後半から10月中旬にかけて開催されていたが、年々開催時期が少しずつ早まり、2016年以降は9月上旬から9月下旬あるいは10月初めにかけての開催となっている。

日本各地で開催されている「オクトーバーフェスト」としばしば混同されるが、これとは異なる。
「札幌オクトーバーフェスト」は2013年から行われているが、オータムフェストに組み込まれた形での開催であって、大通公園1丁目会場のテレビ塔下のみで行われており、その規模はオータムフェスト全体からすればごく小規模なものである。
なお、札幌市はオクトーバーフェストの本家であるミュンヘン市と姉妹都市であり、大通公園11丁目には姉妹都市提携記念のマイバウムがある。また、2丁目では2002年から毎年12月にミュンヘンクリスマス市が開催されている。

## 開催履歴
| 開催年 | 開催期間                             |
| ------ | ------------------------------------ |
| 2008年 | 9月19日 - 10月15日                   |
| 2009年 | 9月18日 - 10月4日                    |
| 2010年 | 9月17日 - 10月3日                    |
| 2011年 | 9月16日 - 10月2日                    |
| 2012年 | 9月14日 - 9月30日                    |
| 2013年 | 9月13日 - 9月29日                    |
| 2014年 | 9月12日 - 9月28日                    |
| 2015年 | 9月11日 - 10月4日                    |
| 2016年 | 9月9日 - 10月1日                     |
| 2017年 | 9月8日 - 9月30日                     |
| 2018年 | 9月15日 - 9月30日                    |
| 2019年 | 9月30日 - 10月31日（オンライン開催） |
| 2022年 | 9月9日 - 10月1日                     |
| 2023年 | 9月8日 - 9月30日                     |
| 2024年 | 9月6日 - 9月29日                     |